# Malgaceros boviceps
Malgaceros boviceps – gatunek kosarza z podrzędu Laniatores i rodziny Samoidae. Jedyny znany przedstawiciel monotypowego rodzaju Malgaceros.